# Giacinto Sigismondo Gerdil
Giacinto Sigismondo Gerdil (Samoëns, 23 giugno 1718 – Roma, 12 agosto 1802) è stato un cardinale e vescovo cattolico italiano.

## Biografia
Nacque a Samoëns in Savoia, all'epoca parte del Regno di Sardegna, il 23 giugno 1718 da Pierre Gerdil, notaio, e Françoise Perrier. Nel 1734 entrò nell'ordine dei Chierici regolari di San Paolo a Torino. Nel 1735, dopo il noviziato, fu inviato a studiare a Bologna. Il suo precoce ingegno gli attirò la benevolenza del cardinale Prospero Lambertini, futuro papa Benedetto XIV.
Nel 1738 dopo un anno a Macerata ottenne l'insegnamento di Filosofia a Casale Monferrato, divenendo anche prefetto del Real Collegio.Nel 1749 venne nominato titolare dell'insegnamento di Filosofia Morale alla Regia Università di Torino. Nel 1754 venne promosso alla cattedra di Teologia Morale. Papa Pio VI lo nominò vescovo titolare di Dibon il 17 febbraio 1777 e successivamente lo elevò al rango di cardinale: dapprima in pectore, il 23 giugno 1777, poi pubblicato nel concistoro del 15 dicembre 1777. Si trasferì quindi a Roma. Dal 1779 al 1783 fu commendatario dell'Abbazia di Sant'Albino a Mortara.
Dopo la morte di Pio VI, partecipò al conclave del 1799-1800. Il prestigio di cui godeva fece sì che su di lui si concentrassero i voti di molti cardinali e pare si sia giunti all'elezione al soglio pontificio. Ad impedire la sua ascesa al trono fu il veto dell'Imperatore. Esso fu determinato probabilmente da ragioni politiche: Francesco II, infatti, temeva che la forte fedeltà sabauda del cardinale gli impedisse di procedere nei suoi piani sul Nord Italia, che miravano all'annessione sia della Repubblica di Venezia (già realizzata) sia a quella degli Stati sabaudi. Morì al suo ritorno a Roma il 12 agosto 1802 all'età di 84 anni.

## Studi

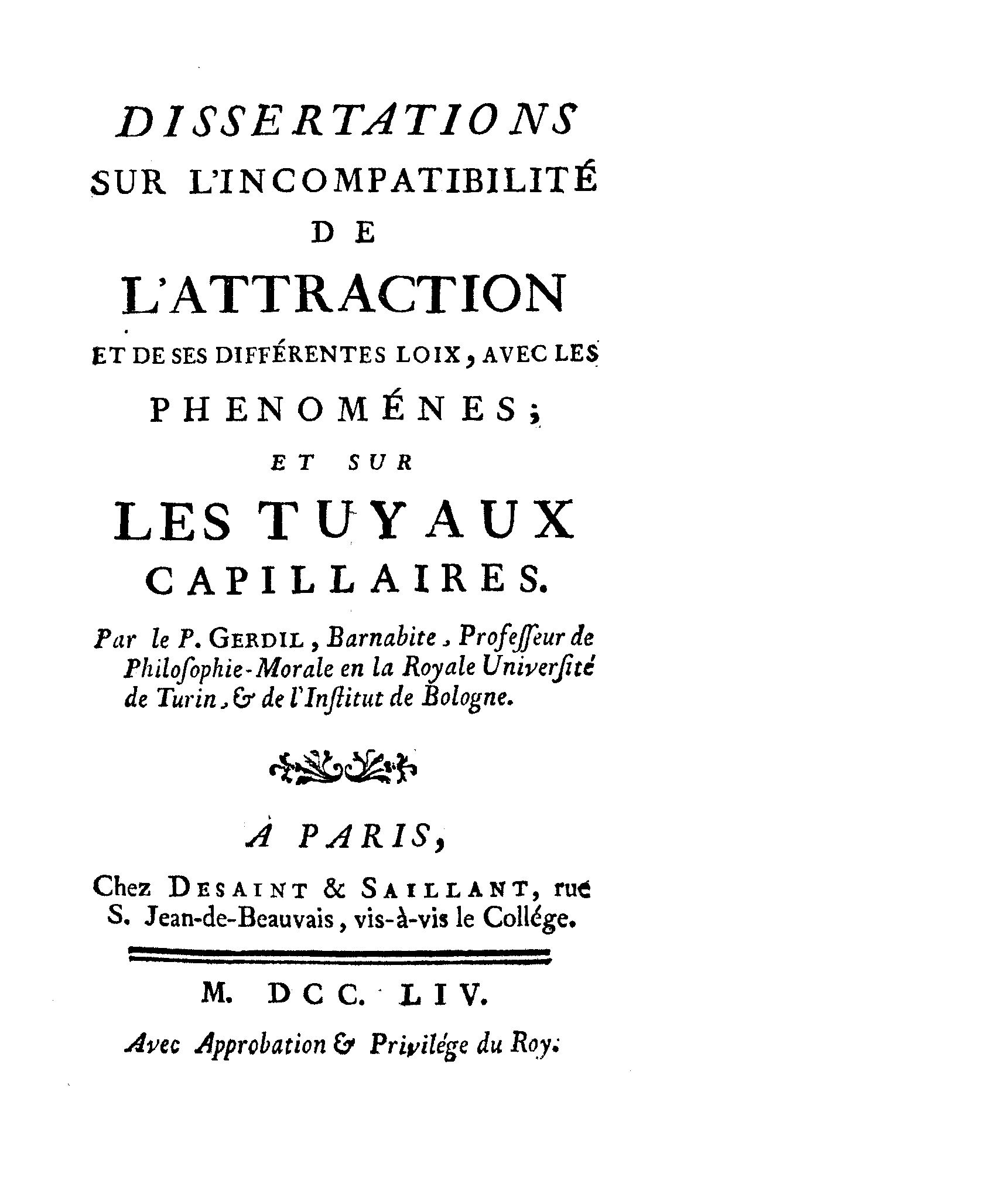
Dissertations sur l'incompatibilité de l'attraction et de ses différentes loix, avec les phenoménes, 1754

Nel 1765 pubblicò a Torino le "Réflexions sur la théorie et la pratique de l'éducation contre les principes de J.-J. Rousseau",  un pamphlet in francese contro l'Emilio di Rousseau, che lo rese famoso.
Nel 1768 pubblicò a Torino il "Discours de la nature, et des effets du luxe", un pamphlet in francese contro le giustificazioni etiche del lusso. Tradotto e pubblicato per la prima volta nel 2002 dall'Accademia degli Incolti in una edizione fuori commercio per l'Associazione Nazionale dei Comuni Italiani e poi ristampato dalla Gaffi nel 2006.

## Genealogia episcopale e successione apostolica
La genealogia episcopale è:
- Cardinale Scipione Rebiba
- Cardinale Giulio Antonio Santori
- Cardinale Girolamo Bernerio, O.P.
- Arcivescovo Galeazzo Sanvitale
- Cardinale Ludovico Ludovisi
- Cardinale Luigi Caetani
- Cardinale Ulderico Carpegna
- Cardinale Paluzzo Paluzzi Altieri degli Albertoni
- Papa Benedetto XIII
- Papa Benedetto XIV
- Papa Clemente XIII
- Cardinale Marcantonio Colonna
- Cardinale Giacinto Sigismondo Gerdil, B.

La successione apostolica è:
- Vescovo Giuseppe Francesco Maria Ferraris da Genola (1778)
- Vescovo Giuseppe Maria Langosco-Stroppiana (1778)
- Vescovo Francesco Brunone Fazzi (1779)
- Vescovo Charles-Eugène de Valperga de Maglione (1780)
- Vescovo Carlo Nicola Maria Fabi Borsella, O.E.S.A. (1781)
- Vescovo Carlo Maurizio Peiretti (1783)
- Vescovo Giuseppe Gioacchino Lovera (1783)
- Vescovo Pietro Antonio Craveri, O.F.M.Obs. (1783)
- Cardinale Paolo Giuseppe Solaro (1784)
- Arcivescovo Carlo Luigi Buronzo del Signore (1784)
- Vescovo Angelo Antonio Anselmi (1787)
- Vescovo Carlo Giuseppe Pistone (1788)
- Vescovo Pietro Arborio di Gattinara (1788)
- Cardinale Giulio Maria della Somaglia (1788)
- Arcivescovo Giovanni Devoti (1789)
- Vescovo Francesco Giovanni Scutellari Ajani (1793)
- Cardinale Filippo Casoni (1794)
- Vescovo Saverio Granata, C.R. (1795)
- Vescovo Giovanni Antonio Pinelli (1795)
- Vescovo Giuseppe Maria Tobia, O.F.M.Conv. (1796)
- Cardinale Teresio Ferrero della Marmora (1796)
- Vescovo Carlo Benigni (1796)
- Vescovo Pio Bonifacio Fassati, O.P. (1796)
- Arcivescovo Giuseppe Maria Pietro Grimaldi (1797)
- Vescovo Giovanni Battista Canaveri, C.O. (1797)
- Vescovo Carlo Pellegrini (1798)
- Vescovo Alfonso Maria Freda (1798)
- Vescovo Francesco Luigi Piervisani (1800)
- Vescovo Angelo Pietro Galli (1801)

## Opere
- Giacinto Sigismondo Gerdil, Immaterialité de l'âme demontrée contre m. Locke, A Turin, Stamperia reale Torino, 1747. URL consultato il 13 luglio 2015.
- Giacinto Sigismondo Gerdil, Défense du sentiment du P. Malebranche sur la nature, et l'origine des idées contre l'examen de M. Locke, A Turin, Stamperia reale Torino, 1748. URL consultato il 13 luglio 2015.
- Giacinto Sigismondo Gerdil, Dissertations sur l'incompatibilité de l'attraction et de ses différentes loix, avec les phenoménes, A Paris, Jean Desaint, Charles Saillant, 1754. URL consultato il 13 luglio 2015.
- Giacinto Sigismondo Gerdil, [Opere]. 1, Firenze, Bellagambi, 1844. URL consultato il 13 luglio 2015.
- Giacinto Sigismondo Gerdil, [Opere]. 2, Firenze, Celli, 1845. URL consultato il 13 luglio 2015.
- Giacinto Sigismondo Gerdil, [Opere]. 3, Firenze, Celli, 1845. URL consultato il 13 luglio 2015.
- Giacinto Sigismondo Gerdil, [Opere]. 4, Firenze, Celli, 1847. URL consultato il 13 luglio 2015.
- Giacinto Sigismondo Gerdil, [Opere]. 5, Firenze, Celli, 1848. URL consultato il 13 luglio 2015.
- Giacinto Sigismondo Gerdil, [Opere]. 6, Firenze, Celli, 1849. URL consultato il 13 luglio 2015.
- Giacinto Sigismondo Gerdil, [Opere]. 7, Firenze, Celli, 1850. URL consultato il 13 luglio 2015.
- Giacinto Sigismondo Gerdil, [Opere]. 8, Firenze, Celli, 1850. URL consultato il 13 luglio 2015.